# Sportplakette des Landes Rheinland-Pfalz
Die Sportplakette des Landes Rheinland-Pfalz ist die höchste Auszeichnung des deutschen Bundeslandes Rheinland-Pfalz für den Sport. Sie wurde 1962 vom damaligen Ministerpräsidenten Peter Altmeier gestiftet.

## Zweck
Die Plakette dient zur Anerkennung hervorragender sportlicher Leistungen und besonderer Verdienste um den Sport.

## Vergabekriterien
Für die Auszeichnung können Personen von den Mitgliedern der Landesregierung Rheinland-Pfalz vorgeschlagen werden. Die Plakette kann auch Personen mit Wohnsitz außerhalb von Rheinland-Pfalz verliehen werden, sofern sie ihre Verdienste um den Sport in Rheinland-Pfalz erworben haben.

## Verleihung
Die Verleihung wird durch den Ministerpräsidenten des Landes Rheinland-Pfalz vorgenommen. Über die Verleihung wird eine Urkunde ausgestellt.

## Design
Die Sportplakette besteht aus einer kreisrunden Medaille in Bronzeguss. Sie hat einen Durchmesser von 10 cm und zeigt auf der Vorderseite das Bild eines aufrechtstehenden Sportlers mit einer brennenden Fackel in der ausgestreckten Hand. Die Vorderseite trägt außerdem die Aufschrift „Der Ministerpräsident von Rheinland-Pfalz“ mit einer Abbildung des Landeswappens. Auf der Rückseite zeigt sie einen stilisierten Lorbeerzweig und die Widmung „Für hervorragende Verdienste um den Sport“.